# Maximilien-Georges-Joseph Neumayer
Pour les articles homonymes, voir Neumayer.
Maximilien-Georges-Joseph Neumayer, né à Neuhausen, un quartier de la ville de Worms, le 1er avril 1789 et mort à Nantes le 12 novembre 1866, est un général français d'origine allemande.

## Biographie
Maximilien Neumayer, né dans le grand-duché de Hesse — annexé par la France en 1794 — entre en 1807 à l’école militaire de Fontainebleau, d’où il passe à celle de Saint-Cyr ; et en 1809, dans le 6e d’infanterie légère, en qualité de sous-lieutenant.
Après avoir fait une campagne en Allemagne, son régiment est envoyé en Espagne où le jeune Neumayer ne tarde pas à se faire connaître. Le 18 juillet 1810 il s’empare d’une pièce de canon, sur le glacis de la ville d’Almeida (Portugal), dans une sortie que fit la garnison. Peu après il est blessé d’un coup de feu à l’affaire de Buraco et est élevé au grade de lieutenant.
Le 12 avril 1813, à la tête d’une compagnie de carabiniers, il enlève et passe le premier le point retranché de la Horaduda sur l’Èbre, et défait trois compagnies qui la défendaient. Le 30 mai suivant, il se précipite avec sa compagnie au milieu du bataillon d’Artola (en Biscaye), lui fait mettre bas les armes et ramène 300 prisonniers. Enfin, le 29 juillet, il débusque avec deux compagnies un bataillon anglais et se rend maître, à l’arme blanche, des crêtes des Pyrénées qui dominent le Valcarlos. Ces divers faits furent mis à l’ordre du jour de l’armée et valurent à Maximilien Neumayer l'obtention de la croix de la Légion d’honneur et le grade de capitaine. Il avait été blessé d’un coup de feu dans la dernière action.
À peine remis de sa blessure, il se trouve au combat sous Bayonne (10 décembre 1813), où il est blessé au bras gauche par un coup de feu. Mais il suit le mouvement de retraite de l’armée et peut se trouver en ligne à Toulouse, où il combat vaillamment, et reçoit une blessure d’autant plus grave que la balle l’atteignit au même bras qui avait été fracturé quatre mois auparavant.
Mis en non-activité en 1814, Maximilien Neumayer est, pendant les Cent-Jours, nommé capitaine adjudant-major au 8e bataillon de la garde nationale mobilisée du département du Bas-Rhin. Les désastres de Waterloo le rejettent dans les cadres de la non-activité jusqu’en 1820. À cette époque, il entra dans la légion des Bouches-du-Rhône (6e d’infanterie de ligne) en qualité de capitaine, et fit plus tard la campagne d'Espagne pendant laquelle il fut nommé chevalier de Saint-Louis, et de celui de l'ordre de Saint-Ferdinand d'Espagne (2e classe).
À son retour en France, il est promu au grade de chef de bataillon au 22e de ligne.
À la suite de la Révolution de Juillet, il fait la campagne de Belgique et est honorablement cité dans les rapports du maréchal Gérard et créé officier de la Légion d'honneur et chevalier de l’ordre de Léopold.
Envoyé en Afrique en 1835 en qualité de lieutenant-colonel de la Légion étrangère, il rentre en France à la suite d’une fracture à la jambe.
Après son rétablissement, il entre dans le 1er d’infanterie légère, d’où il passe en 1837 au commandement du 10e d’infanterie de ligne.
Le 26 juin 1848, il épouse Prudence Trochu, sœur du général Trochu, qui fut son aide de camp, le 30 juin 1849.
Il est ensuite promu successivement au grade de général de brigade, et le 12 juin 1848 à celui de général de division. Il est ensuite commandeur de la Légion d'honneur et commandant de la 1re division militaire.
Ce général très républicain est célèbre à l'époque pour son soutien à la majorité de l'Assemblée de 1850. Il sanctionne les soldats qui crient :  « Vive l'Empereur ! » lors des parades militaires et est un adversaire de Napoléon III pendant son coup d’État.